# 田首鳳
田首鳳（1580年代—1630年代），字鳴岐，號麟遊，河南開封府中牟縣人，明朝政治人物。

## 生平
田首鳳先世住在洪洞，十世祖遷居至中牟；父親田心是庠生但早卒，母親鄭氏守節得表彰。他年輕時秉承母親教誨學習《春秋》，成年後寫文章氣勢平凡，到萬曆四十三年（1615年）中舉人，天啟五年（1625年）成進士，獲授交河知縣。當時魏璫擅權，官員大多諂媚依附，他卻不避權要，因此多次以工務降職；再起用為益都知縣，施行惠政，當地多次有蝗災，但偏偏不入侵益都境。流寇揭竿而起，多次侵略州邑，他訓練鄉兵、嚴設保甲，盜賊都互相勸戒不要進入，不久他因為母親年老乞養回鄉，丁艱服闋後再補任曲陽知縣，治聲和交河、益都一樣優秀。
之後田首鳳以兩地治績擢任戶部主事，遷官員外郎、郎中管草場；當時朝廷儲備空虛，他減少度支充備國用，工部費用不至告匱，又留心國事，多次上疏白；本來以治績為讓崇禎帝嘉悅，打算擢升時他卻在任內去世，獲優卹追贈尚寶司少卿。他在家鄉時京長為居民生計綢繆，邑城本為土牆，刑部尚書劉之鳳提議換為石牆，他就捐出金錢修建；歉收時又煮粥施錢，救活不少飢民，其他如修橋梁、修城隍廟等都無不出力；五十七歲去世，葬在官渡灘頭，入祀鄉賢祠，兒子田允祥擅長文學。

## 引用
1. 1 2  康熙《萊陽縣志·卷八·人物志》：田首鳳，字鳴岐，號麟遊，其先出於山西之洪洞，明初十世祖遷中牟，代有隱德，父心餼食庠早卒，母鄭守節表於朝。首鳳少秉母訓習麟經，弱冠能文負奇氣，萬歷四十三年舉鄉薦，登天啟六【五】年進士第，授交河令，專尚德化；時逆璫竊柄，人多諂事取容，首鳳不避權要，以工務輒左遷之。起山東益都，復知縣事多惠政，青齊之地蝗屢災，獨不犯益都境；寇揭竿起，數鈔掠州邑，首鳳練鄉兵、嚴保甲，盜相戒不敢入。未幾以母老乞養歸，丁艱服闋補真定之曲陽令，治聲籍籍無異，在交河益都時績最，擢戶部主事，遷員外郎，又遷郎中管草場；時朝廷府藏空虛，首鳳裕度支以備國用，水衡錢不告匱，且留心國計，多所建白。大司農課諸郎績又最，上嘉悅擬擢以異數，卒於官，上特加優卹，贈尚寶司少卿。首鳳居鄉恆□桑梓綢繆計，邑城舊土垣，司寇劉之鳳倡議易以石，首鳳捐橐中鏹協成之；歲歉收，施粥施錢無算，活飢民亦無算，他如修橋梁、修城隍廟，凡興廢舉墜無不勉力赴之。卒年五十七，葬於官渡之灘頭，祀鄉賢，子允祥以文學世其家。